# Mesochaetopterus rickettsii
Mesochaetopterus rickettsii är en ringmaskart som beskrevs av Miles Joseph Berkeley 1941. Mesochaetopterus rickettsii ingår i släktet Mesochaetopterus och familjen Chaetopteridae. Inga underarter finns listade i Catalogue of Life.